# Madison (Virginia)
Madison város az USA Virginia államában, Madison megyében, melynek megyeszkhelye is.. Lakosainak száma 205 fő (2020. április 1.).

## Népesség
A település népességének változása:
| Lakosok száma | 461  | 229  | 205  |
|               | 1880 | 2010 | 2020 |